# A magyar állam tulajdonában álló műemlékek listája Nógrád vármegyében
Az alábbi lista a Nógrád vármegyében található, magyar állam tulajdonában álló, országos műemléki védettségű ingatlanokat tartalmazza.
 Az alábbi műemléki lista a Magyar Nemzeti Vagyonkezelő Zrt. nyilvántartásának 2013. szeptemberi állapotán alapul, az oldal tartalma csupán tájékoztató jellegű! Az országos műemléki nyilvántartás közhiteles forrása a Lechner Lajos Tudásközpont.
|  | Bővebben: Balassagyarmati Fegyház és Börtön |

|  | Bővebben: Palóc Múzeum |

|  | Bővebben: Bujáki vár |

|  | Bővebben: Drégely vára |

|  | Bővebben: Falumúzeum Hollókőn |

|  | Bővebben: Hollókő-Ófalu védett falurész |

|  | Bővebben: hollókői vár |

|  | Bővebben: Nógrádi vár |

|  | Bővebben: Salgó vára |

|  | Bővebben: Forgách-kastély (Szécsény) |